# Grevillea humifusa
Grevillea humifusa, conocida en su región de origen como "spreading greville", es un arbusto rastrero que se encuentra únicamente en una localizada área de Australia Occidental y está considera en peligro de extinción en la vida silvestre.

## Características
Es un arbusto rastrero con largos tallos que se extienden hasta los 3 metros de longitud de su tubérculo leñoso, tiene unas hojas verde-gris con  1.5 a 2 cm de longitud. Las flores son de color rosa o roja que aparecen durante la primavera. Se producen en racimos de 2 cm de longitud al final de las ramas.

## Distribución
La especie solo se encuentra en una pequeña población cerca de Eneabba, al sur de  Geraldton. Unas  1500 plantas se encuentran en pastizales privados adjuntos a la reserva.

## Taxonomía
Grevillea humifusa fue descrita por Olde & Marriott   y publicado en The Grevillea Book 1: 182. 1995.
Etimología
Grevillea, el nombre del género fue nombrado en honor de Charles Francis Greville, cofundador de la Royal Horticultural Society.
humifusa: epíteto latíno que significa "postrada"
En Flora of Australia (1999), la especie estaba posicionada en el género Grevillea con el siguiente árbol jerárquico:
Grevillea (género)
Thelemanniana Grupo
Grevillea thelemanniana
Grevillea hirtella
Grevillea fililoba
Grevillea humifusa
Grevillea delta
Grevillea obtusifolia
Grevillea exposita
Grevillea evanescens
Grevillea pinaster
Grevillea preissii
Grevillea ripicola
Grevillea acropogon
Grevillea maccutcheonii
Grevillea stenomera
Grevillea variifolia
Grevillea olivacea